# Bye Bye Blackbird
A Bye Bye Blackbird című azóta – örökzölddé – vált dal 1926-ban jelent meg. Az amerikai dal szerzői Ray Henderson (dallam) és Mort Dixon (szöveg) voltak. A lemez még ugyanabban az évben jelent meg először Sam Lanin és zenekara által előadva.

## Híres felvételek
- Dean Martin
- Peggy Lee
- Julie London
- Miles Davis
- Johnny Mathis
- Rosemary Clooney
- Sammy Davis Jr. →
- Anthony Newley
- John Coltrane
- Vikki Carr
- Joe Cocker
- Ringo Starr
- Alison Moyet
- Rod Stewart
- Paul McCartney
- Deana Martin
- Ringo Starr
- Paul McCartney
- Cyrille Aimée

John Coltrane-t Grammy-díjjal jutalmazták  a Bye Bye Blackbirdben előadott szólójáért.